# Isaac Schreyer
Isaac Schreyer (geboren 20. Oktober 1890 in Wiżnitz, Bukowina, Österreich-Ungarn; gestorben 14. Januar 1948 in New York; Pseudonyme: Herbert Urfahr und Peregrinus) war ein Lyriker und Übersetzer.

## Leben
Schreyer stammte aus einem jüdisch-orthodoxen Elternhaus, besuchte das Privatgymnasium in Czernowitz und Ungarisch-Brod und hielt sich anschließend in Wien, Berlin und Leipzig auf. Er gab die literarische Zeitschrift Die Freistatt heraus und war Mitarbeiter von Der Merker. Österreichische Zeitschrift für Musik und Theater (Wien), der Wiener Morgenzeitung (Wien), Die Schaubühne (Berlin) und der Menorah (Wien). 1914 bis 1918 leistete er Kriegsdienst in einem k. u. k. Infanterieregiment. 1918 zog er nach Wien, arbeitete als Hauslehrer, Schriftsteller und Übersetzer aus dem Jiddischen (u. a. Abraham Mosche Fuchs) und Hebräischen (u. a. David Vogel und Abraham Sonne) und ins Jiddische (u. a. Gebrüder Grimm: Deutsche Volksmärchen).
Schreyer heiratete Myra (geb. in Russland), verkehrte im Café Herrenhof und war mit Franz Blei befreundet. Die Übersetzungsverträge kamen mehrheitlich aus Deutschland; diese Einnahmequelle versiegte 1933 mit der Machtergreifung der Nationalsozialisten in Deutschland. Schreyer nahm eine Arbeit als Buchhalter (Fischgroßhandlung) auf. Im März 1939 flüchteten Isaac und Myra Schreyer aus Wien. Myra erhielt sofort ein Einreisevisum in die USA, Isaac fiel unter die rumänische Einreisequote, welche bereits überfüllt war. Daher flüchtete Isaac Schreyer nach Großbritannien und lebte dort in London und Leeds, während Myra von den USA aus versuchte, die Einreisegenehmigung für ihren Mann zu erreichen. 1942 emigrierte schließlich auch Schreyer nach New York und arbeitete als Buchhalter. Schreyer war mit Ernst Waldinger verschwägert und lernte über diesen Friedrich Bergammer, Jacob Picard und andere jüdische Schauspieler und Literaten kennen.
Schreyers frühes literarisches Schaffen orientierte sich anfänglich stark an Stefan George und Hugo von Hofmannsthal, sein hymnischer Ton zeigt die Wiederentdeckung Friedrich Hölderlins, die Innigkeit der Naturbilder ist durch Eduard Mörike beeinflusst. Das Exil bildete einen tiefen Einschnitt: Die Schaffensphase im Exil lässt eine Hinwendung zur jüdischen Psalmendichtung und dessen Stilmittel, dem Parallelismus Membrorum, erkennen.

## Werke (postum herausgegeben)
- Psalm eines einfachen Mannes. Nachwort von Ernst Waldinger. New York und Wien: Schreyer-Pisarsky, 1950. (Gedichte 1911–1941)
- Das Gold der Väter. Nachwort von Ernst Schönwiese. Wien: Bergland, 1968. (= Neue Dichtung aus Österreich, 152). (Gedichte)
- Der Tag des Einsamen. Gedichte und Nachdichtungen. Nachwort von Armin Eidherr. Aachen: Rimbaud, 2011. (= Bukowiner Literaturlandschaft, 60) ISBN 978-3-89086-474-7 ISBN 3890864740.